# Anthomastus purpureus
Anthomastus purpureus är en korallart som beskrevs av Johan Koren och Daniel Cornelius Danielssen 1883. Anthomastus purpureus ingår i släktet Anthomastus och familjen läderkoraller. Inga underarter finns listade i Catalogue of Life.